# Lắng nghe tiếng nắng
Lắng nghe tiếng nắng (tiếng Nhật: ひだまりが聴こえる, tiếng Anh: I Hear the Sunspot) là một tác phẩm manga do Akiyo Yuki sáng tác. Bộ phim điện ảnh cùng tên chuyển thể từ manga này đã được công chiếu vào năm 2017. Phiên bản truyền hình chuyển thể cùng tên được phát sóng trên kênh truyền hình Tokyo từ ngày 4 tháng 7 đến ngày 19 tháng 9 năm 2024.

## Tóm tắt nội dung
Bộ manga chủ yếu kể về chuyện tình giữa hai nam chính, Sugihara Kōhei và Sagawa Taichi. Nhân vật chính Sugihara Kōhei bị suy giảm thính lực đột ngột sau một cơn sốt cao hồi năm lớp 9, dẫn đến việc bị bạn học xa lánh. Lên trung học, bạn gái của đàn anh trong trường từng cố tình tán tỉnh Kōhei, khiến tin đồn lan rộng và tình cảnh của cậu ngày càng trở nên khó khăn. Đến đại học, Kōhei tình cờ gặp Sagawa Taichi – nhân vật nam chính thứ hai. Taichi vào đại học nhưng do gia cảnh nghèo khó phải làm nhiều việc bán thời gian để trang trải. Anh ta tính cách thẳng thắn, bộc trực, hay nói lớn tiếng và hơi ngây ngô nên khó xin được việc làm ổn định. Trong lúc đói, Taichi gặp Kōhei – sinh viên khoa Luật cùng trường – và được Kōhei mời ăn trưa cùng. Biết Kōhei là người khiếm thính cần người ghi chép bài giúp, Taichi đề nghị đổi công việc ghi chép lấy bữa trưa hộp cơm của Kōhei. Taichi luôn bênh vực Kōhei khi cậu bị đối xử bất công, và khẳng định rằng “Việc mất thính lực không phải lỗi của cậu.”
Trải qua nhiều khó khăn trong giao tiếp và cuộc sống, Kōhei bất ngờ tìm được người bạn có thể nói to đủ để cậu hiểu, và bắt đầu mở lòng, tạo sự kết nối với Taichi. Kōhei còn thử làm bữa trưa cho Taichi. Trong quá trình đó, tình trạng bệnh của Kōhei ngày càng xấu đi, nguy cơ mất thính lực hoàn toàn tăng cao. Khi đi khám ở bệnh viện, cậu biết được qua bạn của Taichi rằng trước đó Taichi đã từ chối sự mai mối từ một cô gái. Hai người hẹn gặp và cùng đi lễ hội mùa hè đúng lúc trời mưa to. Dưới cây cầu trong mưa, Taichi – người thấp hơn – lau tóc cho Kōhei, rồi Kōhei thổ lộ tình cảm nhưng xin Taichi giới thiệu người khác. Taichi kiên quyết từ chối. Thất vọng, Kōhei quyết định tìm người ghi chép khác, còn Taichi không hiểu lý do. Sau khi tìm được Kōhei, Taichi đề nghị cậu hãy mở lòng giao tiếp với mọi người, nhưng Kōhei lại hôn Taichi và nói anh không hiểu mình. Kōhei vốn kháng cự học ký hiệu nên quyết định thử học ngôn ngữ ký hiệu, còn Taichi tiếp tục làm người ghi chép cho cậu.
Ở tập hai mang tên “Lý luận hạnh phúc”, xuất hiện thêm nhân vật khiếm thính mới là Sakura Maya, góp phần thúc đẩy diễn biến câu chuyện. Ban đầu Maya nghĩ Taichi đang lợi dụng Kōhei, nhưng cuối cùng lại là người thúc đẩy tình cảm giữa hai người. Mỗi lần Kōhei muốn Taichi xác nhận tình cảm, Taichi lại khéo léo thể hiện nhưng Kōhei không nghe rõ, khiến Taichi bối rối và chạy đi, còn Kōhei cảm thấy thất vọng và muốn buông tay. Taichi, dù hơi ngốc nghếch, cũng thấy ngại ngùng lạ thường. Taichi tình cờ gặp một người lớn đang phát triển sự nghiệp ngôn ngữ ký hiệu do Maya giới thiệu, và được mời tham gia. Anh tự thấy tương lai mịt mờ, không có mục tiêu rõ ràng, không muốn tiếp tục đi học mà phải mang nợ, nên quyết định bỏ học khi tìm thấy đam mê mới. Kōhei sững sờ trước quyết định này và chấp nhận, nhưng Taichi không hiểu ngôn ngữ ký hiệu mà Kōhei dùng để thổ lộ tình cảm.
Sau nửa năm không liên lạc, Taichi bất ngờ nghe tin Kōhei đã có bạn gái. Thất vọng, anh tình cờ gặp lại Kōhei tại một nhà xuất bản. Khi hai người hẹn gặp lại, Kōhei xác nhận đã có người yêu, khiến Taichi mới nhận ra mình thực sự yêu Kōhei, trong khi Kōhei cũng đã thổ lộ tình cảm với anh. Trong lúc hối hận và đau khổ, suýt xảy ra sự cố, Kōhei tiết lộ thực ra mình không có bạn gái và vẫn yêu Taichi. Lần này, Taichi xác nhận tình cảm, hai người chính thức bên nhau.

## Nhân vật
Kohei Sugihara (杉原 航平 Sugihara Kōhei)
Lồng tiếng bởi: Makoto Furukawa (audio drama)
Thủ vai bởi: Hideya Tawada (phim điện ảnh), Motoki Nakazawa (phim truyền hình)
Kohei là một sinh viên đại học từng bị mất thính lực đột ngột khi học trung học phổ thông. Do khiếm thính, cậu gặp khó khăn trong việc hòa nhập và thường sống khép kín, cô đơn.
Taichi Sagawa (佐川 太一 Sagawa Taichi)
Lồng tiếng bởi: Junya Enoki (audio drama)
Thủ vai bởi: Akira Onodera (phim điện ảnh), Toranosuke Kobayashi (phim truyền hình)
Taichi là một sinh viên đại học có tính cách lạc quan và cởi mở. Vì họ “Sagawa” nghe giống với một công ty giao hàng tận nhà (佐川急便), nên cậu yêu cầu Kōhei gọi thẳng tên mình. Anh nhận công việc ghi chép bài giảng cho Kohei bán thời gian để đổi lấy cơm trưa.

## Manga
I Hear the Sunspot là tác phẩm đầu tay do Yuki Fumino sáng tác và minh họa. Fumino nảy ra ý tưởng viết về người khiếm thính từ chính trải nghiệm cá nhân khi xung quanh cô có bạn bè và người quen gặp tình trạng suy giảm thính lực. Cô đã viết I Hear the Sunspot dựa trên những điều học hỏi được từ họ, cũng như sau khi đến thăm một trường dạy ngôn ngữ ký hiệu.
Tác phẩm được đăng định kỳ trong tuyển tập manga thể loại BL mang tên Canna kể từ ngày 22 tháng 12 năm 2013 đến tháng 8 năm 2014. Ban đầu đây là một câu chuyện độc lập xuất bản dưới dạng một tập đơn lẻ, nhưng sau đó được nối tiếp bằng phần tiếp theo I Hear the Sunspot: Theory of Happiness phát hành từ ngày 22 tháng 4 năm 2015 đến tháng 2 năm 2016.
Sau khi phần truyện này kết thúc, Fumino tiếp tục với loạt truyện thứ ba mang tên I Hear the Sunspot: Limit, xuất bản từ tháng 10 năm 2016 đến tháng 12 năm 2019.
Phần thứ tư mang tên I Hear the Sunspot: Four Seasons bắt đầu phát hành từ tháng 12 năm 2020 và hiện vẫn đang được tiếp tục.
Các chương truyện đã được tổng hợp và xuất bản thành 7 tập tankōbon bởi France Shoin dưới nhãn hiệu Canna Comics tính đến tháng 4 năm 2023.
One Peace Books là đơn vị phát hành I Hear the Sunspot bằng tiếng Anh tại thị trường Bắc Mỹ.
| - Chapters 1-5 - The Journey Continues |

| - Chapters 1-6 [Chapters 6-11] - That Feeling |

| - Chapters 1-5 [Chapters 12-16] - Way Back When |

| - Chapters 6-10 [Chapters 17-21] - Winter of Freshman Year |

| - Chapters 11-15 [Chapters 22-26] - Afterglow - Gift |

| - Chapters 1-5 [Chapters 27-31] - Transparent - Never-Ending Summer |

| - Chapters 6-10 [Chapters 32-36] - My Little Tears |

|  |

## Phim điện ảnh
Phim điện ảnh "Lắng nghe tiếng nắng" được công chiếu tại Nhật Bản vào ngày 24 tháng 6 năm 2017.
Tại Đài Loan, bộ phim ra rạp vào ngày 13 tháng 10 năm 2017, trở thành tác phẩm điện ảnh Nhật Bản tiếp theo sau A Silent Voice (《聲之形》, công chiếu ngày 24 tháng 3 cùng năm), khai thác chủ đề khiếm thính được chiếu tại thị trường này.
Bộ phim đã nhận được nhiều phản hồi tích cực từ cộng đồng người khiếm thính, đồng thời được Đài Truyền hình Công cộng (PTS) của Đài Loan đưa tin và bình luận.
Trong một cuộc phỏng vấn, người khiếm thính Phương Tư Văn (方思雯) cho biết, cô đặc biệt xúc động với câu nói của nhân vật Taichi dành cho Kohei: “Nghe không được… không phải lỗi của cậu đâu.” Một số người xem khác cũng chia sẻ rằng bộ phim đã phản ánh đúng những khó khăn họ từng trải qua trong môi trường học đường.

### Dàn diễn viên
- Hideya Tawada (多和田秀彌) thủ vai Sugihara Kohei[27]
- Akira Onodera (小野寺晃良) thủ vai Sagawa Taichi[28]
- Ryo Mitsuya (三津谷亮) vai bạn cùng lớp[29]

Reiko Takashima (高島禮子) vai mẹ của Kohei
Hai diễn viên chính Hideya Tawada và Akira Onodera không chỉ có ngoại hình gần sát nguyên tác, mà còn có chiều cao chênh lệch vừa đủ tạo nên sự tương tác đáng yêu. Trong cảnh quay Kohei lau đầu cho Taichi bằng khăn, Tawada tiết lộ anh có chút “xao xuyến”, và nói:
“Vì tôi cao hơn nên hành động vụng về của Onodera trông rất dễ thương. Ở góc nhìn của nhân vật thì tôi rất vui, nhưng cá nhân tôi cũng cảm thấy được chữa lành.”
Nụ hôn trong phim giữa hai nhân vật chính cũng chính là nụ hôn đầu trên màn ảnh của Akira Onodera.

## Phim truyền hình
Phim truyền hình Lắng nghe tiếng nắng phát sóng trên Đài truyền hình Tokyo (TV Tokyo) trong khoảng thời gian từ ngày 4 tháng 7 đến ngày 19 tháng 9 năm 2024, thuộc chuỗi chương trình “DRAMA NEXT” phát sóng vào thứ Năm (chiều tối thứ Tư). Bộ phim do Nakazawa Motoki và Kobayashi Toranosuke đóng chính.
Tại Đài Loan, phim được phát sóng trên nền tảng GagaOOLala từ ngày 26 tháng 6 năm 2024.

### Nhân vật

#### Nhân vật chính
- Sugihara Kohei do Nakazawa Motoki đóng:

Sinh viên năm 2 khoa Luật trường Đại học Hiroizumi. Là người khiếm thính, bị mất thính lực đột ngột sau khi tốt nghiệp trung học.
- Sagawa Taichi do Kobayashi Toranosuke đóng:

Bạn cùng lớp của Kohei, sinh viên năm 2 khoa Kinh tế trường Đại học Hiroizumi.

#### Nhân vật phụ
- Yokoyama Tomoki (Yoko) do Usa Takuma đóng:

Bạn của Taichi, sinh viên năm 2 khoa Kinh tế, thành viên câu lạc bộ quần vợt.
- Yasuda Tetsu (Yasu) do Natsuki Daigo đóng:

Bạn của Taichi, sinh viên năm 2 khoa Kinh tế, thành viên câu lạc bộ điện ảnh.
- Sugihara Ryoko do Nishida Naomi đóng:

Mẹ của Kohei, giáo viên dạy nấu ăn.
- Sagawa Genji do Ogata Yoshihiro đóng:

Ông nội của Taichi, thợ mộc đã nghỉ hưu.
- Sakurakami Maya do Shiraishi Yua đóng (từ tập 7 trở đi):

Sinh viên năm 1 khoa Khoa học tự nhiên, cũng là người khiếm thính và là hậu bối được Kohei dạy kèm.
- Sai Seishiro do Ikeda Ryo đóng

CEO công ty “sig-n” chuyên đào tạo người khuyết tật cho doanh nghiệp.
- Chiba Yuichi (千葉祐一) do Daito Shunsuke đóng:

Nhân viên công ty “sig-n”.